# Ophiodothella longispora
Ophiodothella longispora är en svampart som beskrevs av H.J. Swart 1982. Ophiodothella longispora ingår i släktet Ophiodothella och familjen Phyllachoraceae.   Inga underarter finns listade i Catalogue of Life.